# (13146) Yuriko
(13146) Yuriko, (1995 DR2) – planetoida znajdująca się w pasie głównym asteroid, okrążająca Słońce w ciągu 5,69 lat w średniej odległości 3,19 j.a. Odkryta została 20 lutego 1995 roku.